# Îles Anglo-Normandes
Pour les articles homonymes, voir Anglo-normand.
Les îles Anglo-Normandes, ou îles de la Manche (en anglais : Channel Islands ; en guernesiais : Îles d'la Manche), sont un ensemble d'îles situées dans la Manche, à l’ouest de la péninsule du Cotentin. Saint-Hélier, la capitale de Jersey, ne se trouve qu'à trente kilomètres du littoral normand.
Autrefois appelées Lenur puis archipel Normand, elles sont la partie insulaire du duché historique de Normandie et restent enclavées dans la zone économique exclusive de la France,,, l'accès par le nord ouest depuis les eaux territoriales britanniques restant hors de la zone contiguë française, c'est-à-dire libre de tout contrôle.
Depuis 1204, elles forment au sein des îles Britanniques deux États, Jersey, fief dépourvu de personnalité juridique donc de souveraineté, et Guernesey, qui dépendent, comme l'île de Man, de la Couronne britannique mais ne font cependant pas partie du Royaume-Uni, bien que le gouvernement britannique soit responsable de leur défense et des relations internationales. Elles furent sous la souveraineté du duc de Normandie, titre détenu par la monarchie anglaise à partir de la conquête normande de l'Angleterre par Guillaume le Conquérant après la bataille d'Hastings en 1066. Leur très grande autonomie garantie par ce statut fait que les îles Anglo-Normandes n'ont jamais fait partie de l’Union européenne et sont un paradis fiscal.

## Géologie

Évolution du littoral normand et formation des îles Anglo-Normandes.

Après la fermeture du paléo-océan Iapétus il y a environ 420 millions d'années (Ma), l'Europe et l'Amérique du Nord sont restées accolées au sein de la Pangée. À partir d'environ 50 Ma l'ouverture de l'Atlantique Nord les sépare puis les écarte progressivement. Le littoral normand évolue ensuite au gré des régressions et des transgressions marines. Durant le Pléistocène, le niveau de la mer remonte très au-dessus du niveau actuel. Il y a 200 000 ans, le niveau de la Manche est à +15 m NGF (nivellement général de la France) si l'on se réfère au croquis stratigraphique de D. Michelet, de la fouille archéologique de Port-Pignot dans le Nord Cotentin. Le territoire de la commune est alors sous les eaux, excepté le petit hameau de La Houlgate. Inversement, le littoral se retire à plus de 600 km des côtes actuelles. Il y a 20 000 ans, le développement des calottes de glace autour des pôles et des principaux glaciers fait baisser le niveau de la mer d'un peu plus de 100 m.
Ce va-et-vient maritime a progressivement détaché les îles Anglo-Normandes des côtes du Cotentin. Il était encore possible de se rendre à pied à Guernesey il y a 8 000 ans. Il faudra attendre 4 000 ans avant notre ère pour que Jersey, Chausey et les Minquiers ne soient plus accessibles par voie de terre.
De cette transgression marine, il subsiste le mythe de la forêt de Scissy qui devait alors s'étendre entre les îles Anglo-Normandes et les côtes du Cotentin. De nombreuses souches fossilisées ont été collectées sur la côte et sont actuellement au musée Thomas-Henry de Cherbourg.

## Îles et récifs

Le passage de la Déroute sert de frontière le long du Cotentin entre la France et les îles Anglo-Normandes rattachées aux îles Britanniques.

Les principales îles et leurs dépendances sont :
- Jersey
  - Les Minquiers
  - Les Écréhou
- Guernesey
  - Aurigny[10]
    - Burhou

  - Sercq
    - Brecqhou

  - Lihou
  - Herm
  - Jéthou

À cela, il faut ajouter un nombre important d'îlots et d'écueils qui découvrent à marée basse. Les eaux des îles Anglo-Normandes sont enclavées au sein de la ZEE française.
Par contre, les îles Chausey appartiennent à la commune française de Granville.
| \| \| Jersey Guernesey Aurigny Herm Sercq Brecqhou Burhou Les Casquets Jéthou Les Dirouilles Les Minquiers Les Écréhou Les Pierres de Lecq Lihou Les Houmets Ortac |
| Localisation des îles Anglo-Normandes sur la Manche |

| Localisation des îles Anglo-Normandes sur la Manche |

## Préhistoire et histoire

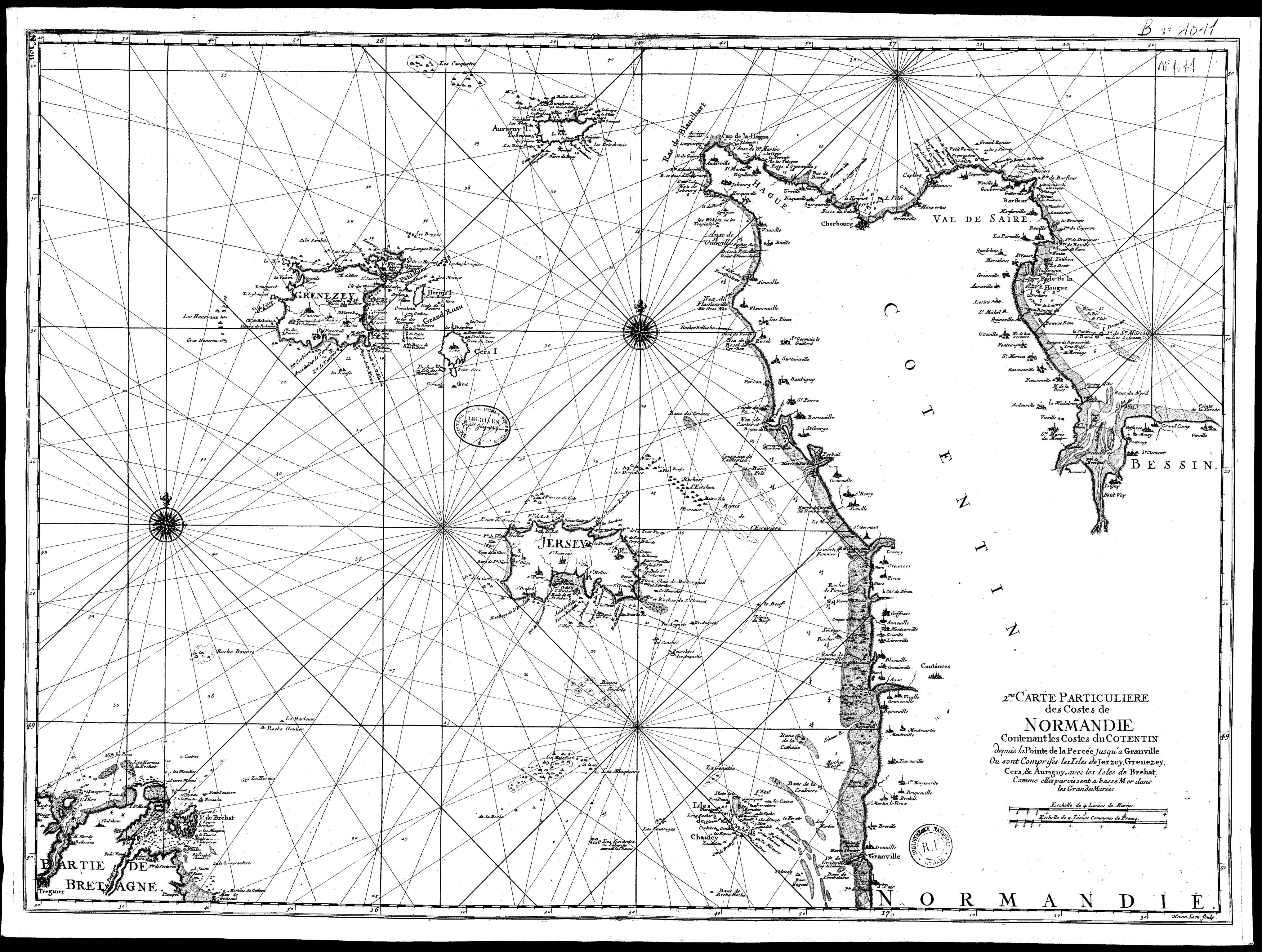
Carte marine du XVIIIe siècle montrant les îles Anglo-Normandes.

Les îles Anglo-Normandes sont fréquentées depuis le paléolithique inférieur, comme en témoignent les sites de la Cotte à la Chèvre et de la Cotte de St Breladre à Jersey. Le néolithique est représenté par de nombreuses structures mégalithiques, parfois complexes, ce qui indique l’existence d’une organisation sociale très structurée. Durant l'âge du bronze, les îles anglo-normandes semblent s'intégrer pleinement dans l'aire culturelle Ouest Atlantique. Les pratiques funéraires évoluent, les tumuli funéraires cédant la place aux incinérations en urnes. Les découvertes archéologiques datées de l'âge du fer confirment les contacts étroits entre les îles, la Normandie, la Bretagne et le Sud de la Grande Bretagne. La saliculture se développe sur Guernesey, Herm et Jersey.
La fin de l'âge du fer se caractérise par une dichotomie entre les deux îles principales. À Guernesey, on observe la multiplication de sépultures de guerriers, semblables à celles mises au jour en Normandie. À l'inverse, sur Jersey, les découvertes archéologiques se traduisent par de nombreux dépôts monétaires, composés d'une très importante part de monnayage coriosolite.
Après la conquête des Gaules, les îles Anglo-Normandes sont romanisées. Elles constituent alors, comme à l'âge du fer, une étape privilégiée dans les voies de commerce maritime. À partir de -27 voire -80, Jersey sert de relai entre Reginca, emporium des Coriosolites desservant la ville armoricaine de Condate, et l'échouage appelé aujourd'hui Hengistbury Head, qui était alors le principal accès commercial sur la côte méridionale de l'île de Bretagne. Durant le IVe siècle, les îles sont intégrées au système défensif du Tractus Armoricanus et Nervicanus, comme en témoigne l’existence sur Aurigny, à Longis Bay, d’un fortin romain daté de la fin du IVe siècle.
Durant le haut Moyen-Âge, les récits hagiographiques rapportent que les îles Anglo-Normandes, appelées îles Lenur, deviennent un lieu de passage et d'établissement pour les clercs. Saint Marcoul de Bayeux est réputé pour être le premier saint à avoir introduit le christianisme sur l'archipel, et son disciple, saint Hélier de Tongres, s'établit en ermite sur Jersey. Par la suite, saint Samson s'attarde à Guernesey avant de gagner le pays de Dol. La seconde Vie de saint Samson, rédigée au milieu du IXe siècle nous apprend que le roi Childebert donna les îles de Guernesey, Jersey, Sercq et Brecqhou à l’évêché de Dol, ce qui veut dire qu'elles dépendaient auparavant de celui de Coutances. Le cousin et successeur de Samson, saint Magloire, fonde un monastère sur Sercq. À Herm, saint Tugdual aurait bâti une chapelle. Le chef breton Judual, accompagné de saint Samson, rassemble des partisans sur les îles avant de regagner la Bretagne. Deux siècles plus tard, saint Gerbold y est envoyé en mission par l'empereur Charlemagne pour négocier une paix avec le chef breton Anowarith.
Les données archéologiques sont moins nombreuses. À Jersey, le site de l'Île Agois, par sa position géographique et son bâti, a été rattaché aux établissements érémitiques de Bretagne et de Grande-Bretagne, notamment à celui de Skellig Michael en Irlande. Sur Guernesey, l'établissement de Grandes Rocques semble très similaire aux sites bretons, comme celui de Pen-er-Malo en Guidel. Les restes de poteries qui y ont été mises au jour sont toutefois d'origine normande. Sur d'autres sites (Guernesey, Les Écréhou, Aurigny), les rares tessons de poteries découverts sont liés à la Bretagne, aux Cornouailles et à la France mérovingienne.
Les Vikings s'installent peu à peu dans les îles dont ils changent les noms (le nom de la plupart d'entre elles se termine par -ey, l'ancien norrois ey signifie « île ») ; il existe cependant une théorie sur l'origine anglo-frisonne de certains de ces noms d'îles, réinterprétés plus tard par les Scandinaves, ces langues étant très proches. Cette hypothèse est aujourd'hui contestée, car à l'époque carolingienne les îles sont toutes mentionnées sous leur noms prélatins (Andium, Caesarea, Sarnia, Riduna..). Ils renomment également les îlots, les éléments du paysage côtier, ainsi que les établissements ruraux, etc. (par exemple : les noms d'îlots en -hou, Quétivel, La Hougue Bie, Jerbourg, Turgis, etc.). L'archéologie a mis au jour des maisons longues de type scandinave : l'une à Cobo (Guernesey, 1967) et l'autre à Saint-Hélier (Jersey, 1976) ; ces maisons sont plutôt celtiques car similaires à celles rencontrées en Cornouaille britannique à la même époque, cependant l’archéologie a mis au jour une pièce de jeu peut-être d’origine viking dans celle de Guernesey.
Au Xe siècle le duché de Normandie passe sous le contrôle des Normands de Rollon, à la suite du traité de Saint-Clair-sur-Epte en 911. C'est seulement en 933, lorsque Guillaume Longue-Épée prête hommage au roi Raoul pour le Cotentin et l'Avranchin, que les îles rejoignent le duché. Une série de chartes de donations datée des années 1020 révèle que Jersey et Guernesey sont désormais aux mains des ducs de Normandie et de leurs vassaux.

Terminologie des îles Britanniques.

Bien que très proches de la France, ces îles ne sont aujourd'hui pas françaises, tout en étant géographiquement et culturellement normandes. En effet, elles dépendent du royaume de France en tant que terres du duché de Normandie jusqu'en 1204. Depuis cette date, elles relèvent de la couronne britannique, après que Philippe-Auguste a confisqué les territoires normands continentaux du duc de Normandie et roi d'Angleterre Jean sans Terre. Du duché de Normandie, seule la partie insulaire a survécu : c'est pourquoi les monarques britanniques y portent le titre traditionnel de duc de Normandie, y compris lorsqu'il s’agit d'une femme. Les îles n'ont jamais été intégrées au Royaume-Uni, elles sont des Crown Dependencies, c'est-à-dire des Dépendances de la Couronne.
La juridiction ecclésiastique de l'évêque de Coutances s'y est exercée jusqu'en 1569. Pendant les guerres anglo-françaises, les îles disposent d'un droit de neutralité jusqu'en 1689, date à laquelle Guillaume III d'Angleterre l'abandonna, justifiant cet abandon par le fait que les îliens pratiquaient la contrebande. Aujourd'hui, les catholiques dépendent du diocèse anglais de Portsmouth, les anglicans de celui de Winchester.
L'archipel fut autrefois revendiqué par la France, mais il ne l'est plus, depuis le traité de Vienne de 1815, dans lequel la France reconnaît la souveraineté du Royaume-Uni sur les îles. Elles ne font cependant pas partie intégrante du Royaume-Uni.
Ces îles furent les seuls territoires dépendant de la couronne britannique occupés par l'Allemagne (Troisième Reich) durant la Seconde Guerre mondiale et Guernesey fut le théâtre de l'opération Ambassador. La garnison allemande fit sa reddition aux autorités britanniques le 9 mai 1945.
Revenu au pouvoir de 1958 à 1969, le général de Gaulle exprima en privé des conceptions irrédentistes sur les îles, parlant de « territoires barbotés » et insistant pour que la participation insulaire à l'Assemblée parlementaire de la francophonie soit exclusive de toute représentation diplomatique britannique. Les propos contestataires du statu quo à propos de l'archipel sont associés à un ensemble comprenant les propos tenus sur le Canada français, l'île « de France » (ancien nom de l'île Maurice) et les Seychelles,.

## Langues
Les variantes régionales du normand ne sont plus parlées que par une très petite minorité au sein des populations, mais le jersiais, le guernesiais et le sercquiais font partie du patrimoine des îles. La conversion linguistique à l'anglais, à l’œuvre depuis la Seconde Guerre mondiale, conduit au déclin du français et des variantes du normand. Cela s'explique par l'envoi des enfants en Grande-Bretagne lors de l'occupation des îles par les Allemands, par l'influence des médias modernes, par l'installation de populations originaires de Grande-Bretagne pour des motifs fiscaux et par les départs de jeunes locaux pour aller travailler en Grande-Bretagne après 1945, sans compter l'interdiction de parler français à l'école. En revanche, la langue normande se perpétue dans la toponymie, malgré la traduction de certains appellatifs en anglais. Cela donne lieu parfois à des appellations mixtes telles que Bonne nuit bay ou encore La Corbière lighthouse.
Symétriquement, le parler anglais des îles a adopté des mots normands tels que côti, bachîn, vrai, brancage.
Le français reste langue officielle de Jersey.
La notion d’« anglo-normand » pour désigner le normand parlé traditionnellement dans les îles anglo-normandes est impropre, car l'anglo-normand est la langue d’oïl septentrionale parlée en Grande-Bretagne jusqu'à la fin du Moyen Âge.

## Administration politique

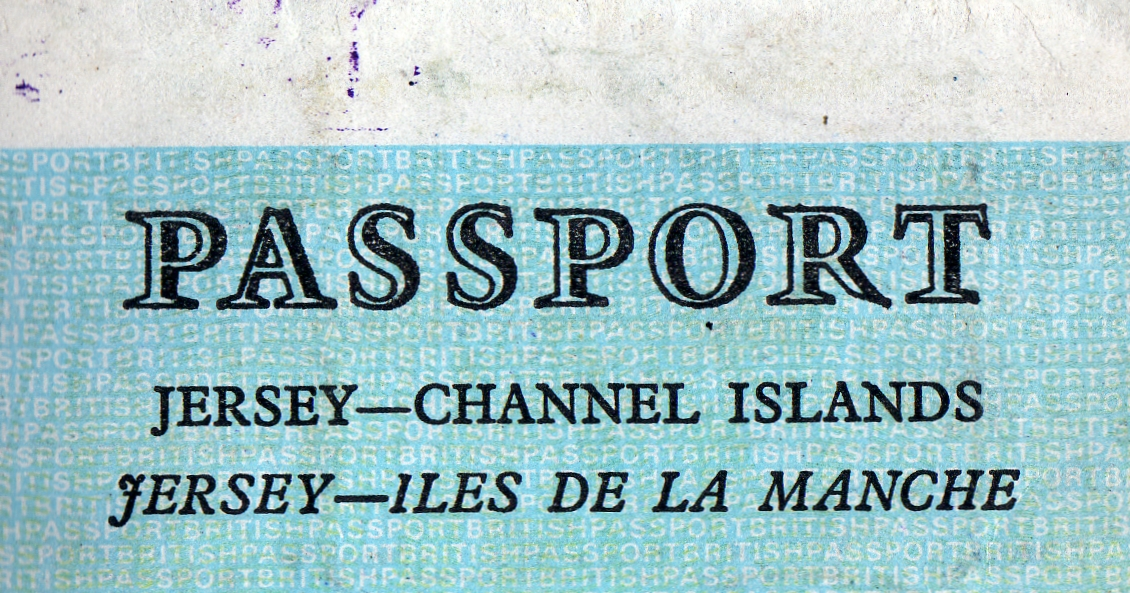
Appellation officielle Îles de la Manche (en français de Jersey) dans un passeport jersiais.

### Les bailliages
Chacune de ces îles est une possession de la couronne britannique. Les îles et leurs dépendances citées plus haut sont partagées entre deux bailliages :
- le bailliage de Jersey (l'île de Jersey avec ses écueils inhabités) ;
- le bailliage de Guernesey (les îles de Guernesey, Sercq, Aurigny et leurs dépendances).

Dans le cadre du bailliage de Guernesey, Sercq et Aurigny sont elles-mêmes autonomes, chacune ayant son propre parlement et son administration locale.
Les deux bailliages jouissent d'une autonomie interne, sauf pour la défense et la diplomatie. Une loi du Royaume-Uni ne s'applique à un bailliage que sur la demande d'un gouvernement insulaire.

### Les États

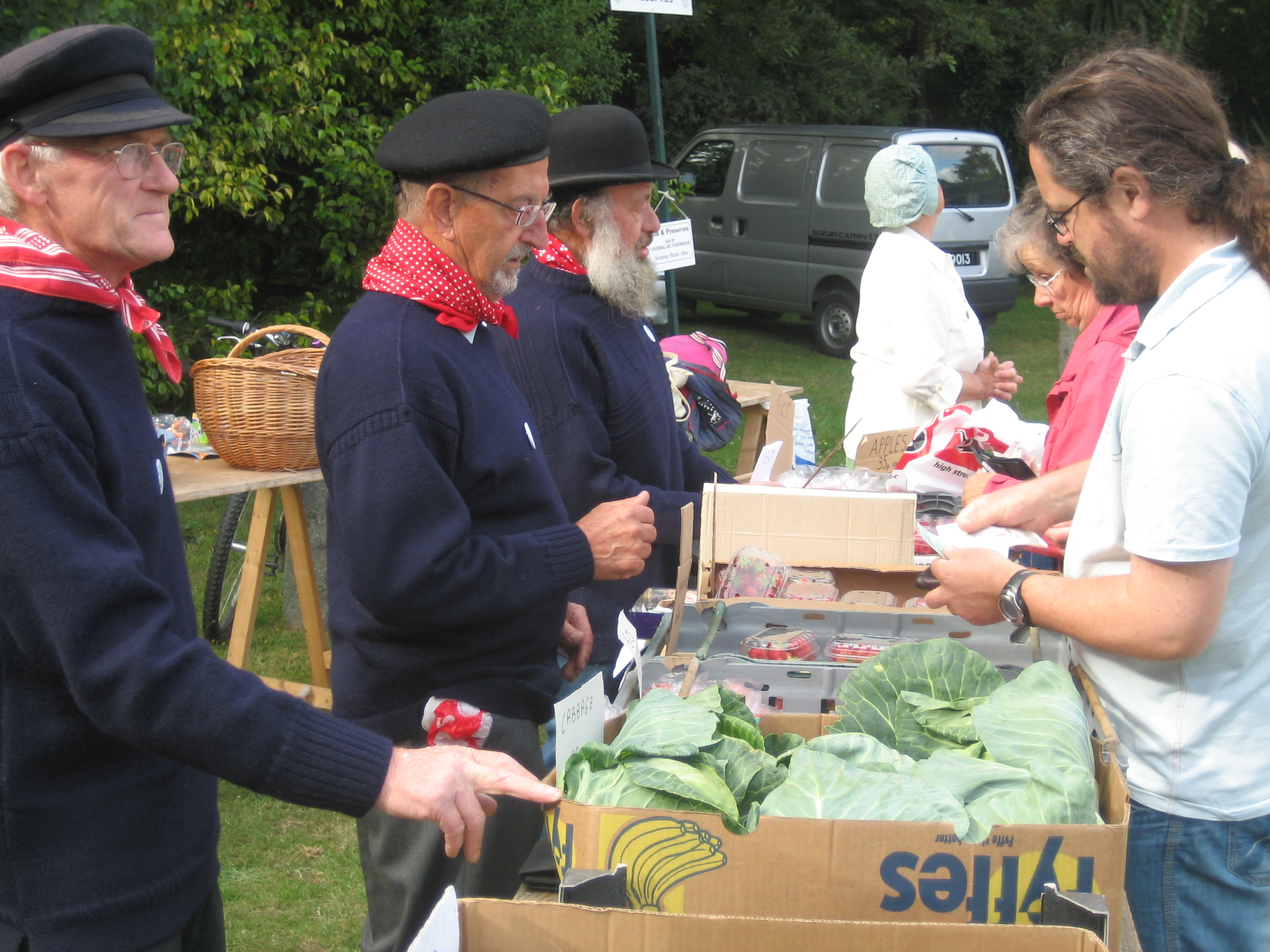
Guernesais portant un pull traditionnel de l'île, le guernesey.

Il y a 53 membres dans les États de Jersey.

### Les paroisses civiles
Les deux bailliages sont administrativement divisés en paroisses : douze à Jersey, dix à Guernesey, celles d'Aurigny et de Sercq. C'étaient à l'origine des paroisses qui dépendaient des évêques de Coutances, par l'intermédiaire du « doyen des Îles ». À Jersey et à Guernesey, les paroisses civiles sont également les paroisses anglicanes actuelles. Les paroisses catholiques actuelles ont un découpage territorial différent.
- À Jersey, le Connétable de chaque paroisse civile est l'équivalent du maire ainsi que représentant de la municipalité aux États de Jersey. Parmi les personnalités élues dans les paroisses : les Procureurs du Bien Public, les Centeniers, les Vingteniers, les Officiers du Connétable. Il y a également un vingtenier à Sercq.
- À Guernesey, la paroisse civile est administrée par la Douzaine et deux Connétables. Depuis 2004, les représentants des Douzaines ne siègent plus aux États.
- À Aurigny, bailliage de Guernesey, la paroisse est administrée directement par le gouvernement des « États ».
- À Sercq, bailliage de Guernesey, la paroisse est administrée par les « Chiefs plaids », gouvernement de l'île et le sénéchal, nommé par le seigneur.

### Personnel politique
À Jersey
- Le lieutenant-gouverneur, commandant en chef, représentant de la couronne britannique : il est nommé par le duc de Normandie (par tradition le roi du Royaume-Uni), sur avis du gouvernement britannique.

- Le bailli de Jersey :
- 10 sénateurs
- 29 députés
- 12 connétables

À Guernesey
- Le lieutenant-gouverneur
- Le bailli de Guernesey

- 45 députés, parmi lesquels sont :
  - Le chef-ministre
  - Les ministres

## Économie
Depuis les années 1960, les deux grandes îles sont devenues de grands centres financiers en mer ainsi que des paradis fiscaux.
En outre, celles-ci mènent une politique d'encouragement bancaire, ainsi qu'agricole et touristique. Guernesey soutient l'industrie légère dans une mesure plus significative que Jersey.
Pour les petites îles, la principale activité économique est le tourisme. L'autonomie en matière monétaire et postale fournit quelques subsides grâce aux collectionneurs de timbres-poste et de monnaie.
La question de la pêche entre insulaires et pêcheurs des ports du Cotentin a fait l'objet de plusieurs litiges. Les problèmes se sont accentués depuis le Brexit.

## Symboles
Chaque île possède son drapeau et ses armoiries officiels — il n'y a pas de « drapeau des îles de la Manche ».

Drapeau de Jersey.
Drapeau de Guernesey.
Drapeau d'Aurigny.
Drapeau de Herm.
Drapeau de Sercq.

Bien que non-officiel, le drapeau normand à trois léopards (au lieu des deux habituels) est populaire dans les îles anglo-normandes. Il reproduit les armoiries traditionnelles de Jersey et de Guernesey directement issues des armes héréditaires des rois d'Angleterre.

## Transports
Il existe des liaisons maritimes entre l'archipel et Granville, Barneville-Carteret, Diélette (port de Flamanville) et Cherbourg en Normandie continentale ; Saint-Malo en Bretagne ; Poole, Portsmouth et Weymouth au Royaume-Uni.
Il y a des aéroports à Jersey, Guernesey et Aurigny.
Aurigny, une des plus petites îles, est la seule à disposer d'un chemin de fer, la voie ferrée ne desservant qu'une carrière et le port. La ligne est longue d'un peu plus de 2 km. Aujourd’hui le train est encore en service, principalement les week-ends en été pour les touristes.
En outre, Jersey, Guernesey et Sercq possèdent chacune un réseau de transports en commun.

## Poste
La poste a longtemps été une compétence de la Couronne depuis l'ouverture, en 1794, du premier bureau postal à Jersey et a donc utilisé les timbres-poste britanniques, depuis leur création en mai 1840. Il s'y est ajouté pendant l'occupation allemande de 1940 à 1945 des timbres apparemment locaux, mais en réalité émis par les receveurs des postes des deux îles, pour le compte de la poste britannique, pour faire face à l'impossibilité de s'approvisionner en timbres en Angleterre.
Mais depuis 1969, la compétence postale est transférée par le Royaume-Uni aux bailliages de Jersey et de Guernesey. Dès lors ces deux bailliages ont émis chacun leurs propres timbres. Les figurines de Guernesey ont dès lors remplacé les timbres britanniques dans cette île, mais aussi à Aurigny, Sercq et Herm.
De nombreuses études philatéliques ont porté sur les cachets postaux et les timbres britanniques oblitérés dans ces îles avant 1969 et, notamment, pendant l'occupation allemande de 1940 à 1945. Depuis 1969 les timbres britanniques ne sont plus acceptés.

## Culture, francophonie et médias
Depuis 2016, la Maison de la Normandie et de la Manche supervise la publication du trimestriel « Le Rocher », unique journal en langue française sur les îles Anglo-Normandes.